# Ulașanivka, Cervonoarmiisk
Ulașanivka (în ucraineană Улашанівка) este un sat în comuna Andriivka din raionul Cervonoarmiisk, regiunea Jîtomîr, Ucraina.

## Demografie
Componența lingvistică a localității Ulașanivka
     Ucraineană (97,58%)
     Rusă (1,93%)
     Alte limbi (0,48%)
Conform recensământului din 2001, majoritatea populației localității Ulașanivka era vorbitoare de ucraineană (97,58%), existând în minoritate și vorbitori de rusă (1,93%).